# Tekkan
tekkan（てっかん）は日本の男性俳優、歌手。大阪府出身。身長170cm。特技はピアノ。趣味は旅行。本名・和田哲監。

## 来歴・人物
大阪音楽大学を卒業後、主に舞台俳優、歌手として活動中。指導者として、大学・専門学校などにおいて歌唱指導に携わり、後進の育成にも力を注いでいる。現在、洗足学園音楽大学ミュージカルコース統括教授（2022年）。

## 出演

### 舞台
- オフ・ブロードウェイミュージカル『TARRYTOWN』ブロム役（2025年3月）[2]
- A Company主催　ブロードウェイミュージカル『秘密の花園』アーチボルト役で出演(2024年12月)
- 洗足オリジナルミュージカル『マリー・カブリエルの自画像』ナポレオン役（2023年2月）
- オリジナルミュージカル『人間ライブラリ』レイ役（2021年8月初演・2022年12月再演）
- ミュージカル『ラストファイブイヤーズ』ジェイミー役（キャッシー役：マリタ・ストライカー）
- 邦楽ミュージカル『三人娘☆恋仇討』勝海舟役
- 東宝ミュージカル『レベッカ』ベン役（2018年11月 - 2019年2月）
- AKA Company第2回公演『SHE LOVES ME』（2017年）
- 劇団BDP『Grow me up!』
- ミュージカル『素敵な世界』（2017年3月 - 4月）
- 朗読劇 『The Guys消防士たち』（演出:KG、2016年） - ピアノ演奏
- ミュージカル『tick,tick…BOOM!』（翻訳・演出：片島亜希子、2016年）
- ミュージカル『sign』（演出：藤倉梓、2015年）
- ミュージカル『TRAILS』（演出：大杉良、2015年） ※グリーンフェスタ2015 BIG TREE THEATER賞受賞
- ミュージカル『マザー・テレサ　愛のうた』（演出：ハマナカトオル、2014年）
- ミュージカル『Count Down My Life』（演出：上田一豪、2014年） - 主演
- ミュージカル『Second of Life』（脚本・演出：上田一豪、2013年12月）
- 邦楽ミュージカル『恋娘近松合戦!』（演出：倉迫康史、2013年11月） - 庄兵衛 役
- ミュージカル『Count Down My Life』（演出：上田一豪、2013年8月、米国NY公演） - 主演[3]
- 音楽劇『カリオストロ伯爵夫人』（演出：倉田淳、2013年7月、スタジオライフ） - ムッシュ・エル 役
- ミュージカル『薔薇降る夜に蒼き雨降る』（演出：荻田浩一、2012年10月 - 11月）- ウーゴ 役
- 邦楽ミュージカル『恋娘近松合戦!』（演出：倉迫康史、2012年10月） - 庄兵衛 役
- ミュージカル『Count Down My Life』)（脚本・演出：上田一豪、2012年7月） - 主演
- 舞台　T1project produce 大改訂版『シーチキンサンライズ』（演出：友澤晃一、2012年4月） - マキオ 役
- ミュージカル『わだつみのこえ』（演出：ハマナカトオル、2012年2月ほか） - 兵隊：中島時男 役
- 朗読劇『The Guys消防士たち』（演出：KG、2011年12月 - 2012年1月） - 主演
- ミュージカル『Count Down My Life』（脚本・演出：上田一豪、2011年10月） - 主演
- 音楽劇『MIKADO』（演出:tekkan、2011年8月） - 主演：ナンキプー 役
- 舞台『L’espace du journal』 - 〜日記の空間〜 クリフ / ジョセフ 役
- 音楽劇『85歳の女の子』（演出：丹宗立峰、2011年6月） - 主演：真下哲郎 役
- リーディングミュージカル『SUPERMAN』（演出:吉川徹、2011年5月） - マックスメンケン 役
- 音楽劇『MIKADO』（演出:tekkan、2010年8月） - 主演：ナンキプー 役
- 『レベッカ』（演出:山田和也、2010年5月 - 6月） - ベン 役
- ミュージカル『POSTMAN THE MUSICAL』（演出:tekkan、2010年1月・8月） - パオロ/英二 役
- ミュージカル『赤毛のアン』（演出：浜畑賢吉、2009年） - ベル先生 役
- 環境ミュージカル『青い地球は誰のもの』（2009年） - 兵士 役
- 『マグリット』（演出:ジョナサン・ケイト、2009年3月） - ルシアン 役
- リーディングライブ『Reading Live 'La Traviata'』
- ミュージカル『The Tap Guy』（脚本・作詞・演出・振付：玉野和紀、2008年）
- ミュージカル・コメディ『トライアンフ・オブ・ラヴ』（修辞・訳詞・演出：小池修一郎、2008年） - 教授の従者：アルルカン 役
- ミュージカル『カリフォルニア物語』（演出：倉田淳、2008年） - ブッチ 役
- ミュージカル『The Tap Guy』（脚本・作詞・演出・振付：玉野和紀、2007年）
- 舞台『夢二　Complex』（脚本・演出：友澤晃一、2007年）
- 『マリー・アントワネット』（演出：栗山民也、2006年 - 2007年） - ラ・フェルテ 役
- ロックミュージカル『MESSAGE』（演出:友澤晃一、2006年） - 森光太郎 役
- アカペラミュージカル『猫掘骨董店』（2005年）
- ブロードウェイ『ガラコンサート』（2005年、東京国際フォーラム）
- ミュージカル『ミス・サイゴン』（演出:フレッド・ハンソン、2004年） - トゥイ 役
- 『PURE LOVE』（主演：中川晃教、2003年） - クララ 役
- ミュージカル『モーツァルト!』（演出:小池修一郎、2002年）
- 『mama loves MAMBO II』（演出:ハマナカトオル、主演：黒木瞳、2002年）
- ロックミュージカル『BROKEN HEART』（演出:友澤晃一、2002年） - 大輔 役
- 『クリスマスボックス』（演出:栗山民也[4]、主演：東山紀之・黒木瞳主演、2001年）
- 『キャンディード』（演出:宮本亜門、指揮:佐渡裕、2001年）
- 『レ・ミゼラブル』（1999年 - 2001年） - クールフェラック 役
- ミュージカル座主催ポップオペラミュージカル『ひめゆり』（1998年）

他

### 舞台演出
- オリジナルミュージカル
  - 『POSTMAN THE MUSICAL』（2010年8月・2011年8月）海宝直人・上山竜治・小南満佑子出演
  - 『MS TRAIN!』（2016年2月）
  - 『碧の楽園』（2017年2月）
- 音楽劇 『MIKADO』（2010年・2011年8月）
- ブロードウェイミュージカル
  - 『Into The Woods』（2016年10月）
  - 『Catch Me If You Can』（2017年10月）
  - 『Little Women』(2023年2月)
  - 『Carmen Jones』(2024年10月)

### コンサート
- 『AMAZING MUSICAL CONCERT』よみうり大手町ホール、出演・演出（2022年10月）
- 芸能活動20周年記念コンサート  杉並公会堂（2018年11月）
- 『Bhaaaan Live 2014』（2014年3月）
- 『Birthday Live in TOKYO』（2014年2月）
- tekkan　ソロ　New Year Live '14（2014年1月）
- Song for the SMILE!!vol.5（2014年1月）
- クリスマスミュージカルコンサート（2013年12月）
- 芸能活動15周年記念ライブ （ゲスト：田代万里生）（2013年8月）
- Birthday Live in TOKYO（2013年2月）
- miz(tekkan × 麻田キョウヤ)ライブ（2013年1月）
- miz(tekkan × 麻田キョウヤ)　カウントダウンライブ（2012年12月）
- Christmas Musical Concert（2012年12月）
- LIVE STOMP!! Vol.2 at OSAKA（2012年10月）（ゲスト：樹里咲穂）
- “ENJOY THE SHOW! ヒットミュージカル〜親の顔が見てみたい”第3弾（2012年9月）
- miz(tekkan × 麻田キョウヤ)全国ツアー（東京、大阪、倉敷、宝塚）（2012年8月）
- tekkan「冬の空と君」リリースライブ（2012年7月）
- LIVE STOMP!! Vol.2 at Club IKSPIARI（2012年6月）（ゲスト：樹里咲穂）
- 「星空ミュージカルコンサート」
- miz(tekkan × 麻田キョウヤ)ライブ（2012年5月）
- 古川オフィス『ミュージカルヒストリー』〜それはマイ・フェアレディーから始まった〜（2012年3月）
- Birthday Live in TOKYO（2012年2月）
- クリスマスライブ（2011年12月）
- LIVE STOMP! in OSAKA（2011年4月）
- Birthday Live in TOKYO（2011年2月）
- naoto + tekkan Live vol.5 "MORE THAN WORDS" 西村直人+tekkan（2011年1月）
- 岩手県3都市クリスマスライブ（2010年12月）
- TREKKS　全国ツアー（2010年6月）
- パソナミュージカルコンサート（2009年4月・12月）
- 愛の歌天空を舞う!!ディナーショー（2008年12月）
- 宗山流胡蝶、名高達男ほか
- TAKARAZUKA STAGE　朝海ひかるディナーショー（2008年5月）
- tekkan＋Hakuei　クリスマスコンサート（2007年12月）
- KOM in Musical 朝海ひかるクリスマスディナーショー（2007年12月）
- tekkan＋kentaro Summer Tour LIVE（2007年9月）
- DREAM MAGIC2006（2006年2月、梅田芸術劇場シアタードラマシティ） - 共演：ピーボ・ブライソン、倖田來未、小柳ゆき
- 阪急三番街にてマンスリーライブに出演（2005年7月）
- NOAダンスインパクト（日本青年館）にてピアノ弾き語りとダンスコラボでゲスト出演（2003年12月）
- 中川晃教コンサート「マタドール」（2003年12月、中野サンプラザ） - コーラス参加
- 朝日放送テレビ「米米CLUB夢のシンフォニックライブ」（1995年12月） - 石井竜也のバックコーラス

他

### 映画
- ミュージカル映画『とってもゴースト[5]』安蘭けい主演　ガイド2役で出演　2020年公開

### CD
- マキシシングル「In My Heart」（2003年5月）
- マキシシングル「冬の空と君」（2012年7月、STOMP records）
- ミニアルバム「LOVE of My Life」（2004年9月）

### 楽曲タイアップ
- PlayStation 2ソフト「スーパーロボット大戦2」主題歌（2003年）
- c/w「I Wish To Love」テレビ朝日タイアップ

### 歌唱指導
- 東宝ミュージカル『Girl Friend』(シアタークリエ) (2024年)
- 海宝直人コンサート『Attention Please2』(シアタークリエ)(2024年)
- 韓国ミュージカル『HOPE』高橋惠子：主演
- オフブロードウェイミュージカル『Ordinary Days』　相葉裕樹・夢咲ねね：主演